# Paul Garabedian
Paul Roesel Garabedian (* 2. August 1927 in Cincinnati, Ohio; † 13. Mai 2010 in Manhattan, New York) war ein US-amerikanischer Mathematiker, der sich mit partiellen Differentialgleichungen und numerischer Mathematik beschäftigte.

## Leben und Wirken
Garabedian studierte an der Brown University (Bachelor 1946), unter anderem bei R. G. D. Richardson und William Feller, und der Harvard University, wo er 1948 bei Lars Ahlfors promoviert wurde (mit einer Arbeit über Szegö-Kernfunktionen) und auch mit Max Schiffer zusammenarbeitete. 1950 wurde er Assistant Professor, 1952 Associate Professor und 1956 Professor an der Stanford University. Ab 1959 war er Professor am Courant Institute of Mathematical Sciences of New York University, wo er ab 1978 Direktor der Abteilung „Computational Fluid Dynamics“ war. 1972 bis 1978 war er Direktor des Courant Mathematics and Computing Laboratories des Energieministeriums der Vereinigten Staaten (United States Department of Energy, DOE).
Garabedian befasste sich auch  mit Anwendungen unter anderem konformer Abbildungen in der Aerodynamik (Strömungen im transsonischen Bereich, das heißt nahe der Schallgeschwindigkeit, und Stosswellen, Design von Flugzeugflügelprofilen) und numerischer Rechenverfahren (für massiven Computer-Einsatz, „Scientific Computing“) der Hydrodynamik und Plasmaphysik (Magnetohydrodynamik-Codes in drei Dimensionen für Fusionsreaktor-Experimente, benutzt für den Entwurf eines axialsymmetrischen Stellarators). Zu seiner Arbeit im Bereich Scientific Computing in der Hydrodynamik wurde er ursprünglich durch Fragen eines Kollegen aus der Industrie (David Young), der an der Entwicklung von Interkontinentalraketen (ICBMs) arbeitete, hingeführt, unterstützt durch seine erste Frau Gladys, einer Programmiererin bei IBM.
Er kam ursprünglich seit seiner Dissertation bei Ahlfors von der komplexen Analysis und arbeitete auch über die Bieberbach-Vermutung (Fall n=4 mit Max Schiffer 1955). Auf dem ICM in Moskau 1966 trug er über Computerexperimente zur Bieberbachvermutung vor.
1961 bis 1963 war er Sloan Research Fellow und 1966 und 1981/82 Guggenheim Fellow sowie 2004 Fellow der American Physical Society. 1983 erhielt er den Birkhoff-Preis. Er war Mitglied der National Academy of Sciences und der American Academy of Arts and Sciences (1963). 1976 und 1980 erhielt er auch zwei Preise der NASA (Public Service Group Achievement Award, Certificate of Recognition). 1989 erhielt er den Theodore von Kármán Prize der SIAM. 1998 erhielt er den National Academy of Science Award in Applied Mathematics and Numerical Analysis. 1970 war er Invited Speaker auf dem Internationalen Mathematikerkongress in Nizza (Numerical design of shockless transonic airfoils, mit D. G. Korn) und 1966 in Moskau (Computer experiments with the Bieberbach conjecture).
Zu seinen Doktoranden gehört Jerry Kazdan.

## Schriften
- Partial Differential Equations, Wiley, 1964, American Mathematical Society 1998, ISBN 0-8218-1377-3
- Applications of the theory of partial differential equations to problems of fluid mechanics in Edwin F. Beckenbach (Herausgeber): Modern mathematics for the engineer, McGraw Hill, 1961
- mit F. Bauer, D. Korn: The theory of supercritical wing sections, Springer, 1972, Teil 2 mit Bauer, Korn, Jameson, 1975
- A unified theory of Tokamaks and Stellarators, Comm. Pure Applied Mathematics, Bd. 47, 1994, S. 228–292
- mit Frances Bauer, O. Betancourt: Magnetohydrodynamic Equilibrium and Stability of Stellarators, Springer-Verlag, 1984, ISBN 0-387-90966-4
- Computational mathematics and physics of fusion reactors. In: Proceedings of the National Academy of Sciences. Band 100, Nummer 24, November 2003, S. 13741–13745, doi:10.1073/pnas.2436390100, PMID 14614129, PMC 283491 (freier Volltext).